# عبد الغني الراوي
هو اللواء الركن عبد الغني بن محمد سعيد بن عبد الغني بن محمد الراوي ولد ببغداد في كانون الأول/ديسمبر من عام 1919م .

## نسبه
ينتمي لبيت بغدادي مشهور في العلم والدين، ووالده هو العلامة السيد محمد سعيد المدرس بالمدرسة الشرعية وصاحب المؤلفات في الفقه الإسلامي، والقضاء والعقيدة، وكان لهُ دور رئيس في مقاومة الأنجليز وسجن ثم نفي إلى الهند، وجده عبد الغني آخر كلتدار سني بالنيابة للحضرة الكاظمية الموسوية، وكان لأسرته مكانة عند الولاة العثمانيين والأسرة الملكية من بعد، وتوفيت أمهً وهو رضيع، فأرضعنه عدة نساء ومن أكثرهن مرضعة كردية، وقد توفي والده وهو في الرابعة عشر من عمره فاعتنى به بنعمة وغنى عمه السيد أحمد أسعد القانوني والتاجر المعروف .

## فكره
ولم ينتم في حياته لأي حركة أو تنظيم أو جماعة ولم يكن عضواً في منظمة الضباط الأحرار، كما كان يعلن مشاركته مع تنظيم الإخوان المسلمين عند حاجتهم، وكان يقول دائما حين تعريفه بنفسه (أنا مسلم سني متحضر), يصوم الإثنين والخميس وذكرى يوم ميلاده والأيام التي نجاه الله فيها وداوم على ذلك مدة لأكثر من أربعين سنة، وهو رجل واضح الشخصية، وذهنه حاضر دائما، حاد الذاكرة، غضوب لكنه سريعا ما يرجع ويندم، لهُ أصدقاء مقربين من الشيعة منذ طفولته منهم من شيعة الخالصية وقدامى الصدريين، كما كانت لهُ صداقات مع المسيحيين واليهود.

## التعليم
ودخل الكلية العسكرية لولعه الشديد بها فلم ير نفسه إلا عسكرياً، وتخرج منها بتفوق وجدارة من قسم المدفعية، وشارك في حرب 1948 كضابط (نقيب) وكان آمره المباشر فيها عبد الكريم قاسم، ثم انتسب إلى الأركان وتخرج منهافي 1950م .

## الحياة السياسية
وكان ثوريا، أظهر شراسة بمعاداته للشيوعيين والبعثيين وغيرهم، فكان من أوائل من وضع خطة للإطاحة بالوصي ونوري السعيد على انهم موالون للإنجليز، ولم تكتمل عناصر خطة ثورته، فحينها كان عقيد ركن والقائد في البصرة فذهب ومن معه إلى بغداد بسرية تامة لحفل عسكري كان سيحضره الوصي وقد تمكن من التنفيذ لكن الوصي لم يحضر فرجعوا أدراجهم، ثم علم بثورة قاسم وعارف على الملكية وعندما أظهرت الثورة شيوعيتها أظهر عداءها فسجنه قاسم ثم أفرج عنه بوساطة عمه السيد أحمد ونقله قائدا للحبانية بعد فترة ثم احيل للتقاعد فخطط للإطاحة بالشيوعيين وقام بانقلاب 14رمضان 1963 بتخطيطه وتنفيذه، وقد انضم اليه حسن البكر وعارف ومن معهما، ورأس المحكمة العسكرية التي حاكمت عبد الكريم قاسم وطه الشيخ أحمد والعقيد فاضل المهداوي، وحكم عليهم بالإعدام رمياً بالرصاص وجرى التنفيذ بأمر منه وبحضوره، بعد رجوعه للفتاوى الشرعية الشيعية والسنية وباجماع الثوريين على ذلك، واتفق مع البكر وعبدالسلام تنصيب الأخير رئيسا، ونصبه بالحاح عبد السلام بعد فترة وزيرا للزراعة قاصدا ابعاده عن الجيش واضعافه، وعرفت الوزارة ازهى ايامها على قصرها، واشتهر بنظافة اليد كما كانت دوما، ثم عند مجئ عبد الرحمن عارف للحكم وثار عليه الناصريون بقيادة عارف عبد الرزاق-بايعاز من عبد الناصر- طلب عبد الرحمن من السيد الراوي انقاذه فجاءه الأخير من بيته وأدار المعركة وانتصر عليهم وأحبط محاولتهم (مع أن الرئيس عبد الناصر كان قد استضافه في بيته من قبل), ثم ألح عليه عبد الرحمن قبول أن يكون نائبا له لحماية نظامه فقبل بمنصب رئيس الوزراء، وبعدها بقليل وبتنازل عبد الرحمن عن الحكم للبعثيين، توجه خفية إلى إيران الشاه محمد رضا بهلوي الذي استضافه وأكرمه، وخطط من هناك للإطاحة بالبعثيين وقد فشلت المحاولة المعروفة بعملية الغزال، وقتل من يعز عليه، وكان يصوم ويعتمر عنهم، ثم تنقل مسافرا في إنجلترا مهددا ناجيا من عدة محاولات قتل، حتى استضافه صديقه الراحل الملك فيصل بن عبد العزيز خير استضافة، وكان في ضيافة آل سعود الكرام حافظون لمنزلته، سكن الرياض، وكان أقرب أصدقائه اليه الأمير فيصل بن سعدبن عبد الرحمن آل سعود والدكتور عبد الرحمن الجليلي، والشيخ محمد مهدي الخالصي، وصديقه منذ الطفولة الدكتور عبد الكريم زيدان، وآخرهم نسيبه د.محمد الرماح، وكان مجلسه كل يوم جمعة عامرا في بغداد ثم في الرياض.

## وفاته
توفي يوم الاثنين غرة شهر صفر 1433 للهجرة الموافق 26 كانون الأول 2011 في الرياض ودفن ببقيع المدينة، لوصيته بأمر من خادم الحرمين الملك سلمان بن عدالعزيز آل سعود اكراما له.